# سیمون فتال
سیمون فتال (زادهٔ متولد ۱۹۴۲) هنرمند لبنانی-آمریکایی است.
او در دمشق به دنیا آمد و در بیروت و پاریس تحصیل کرد و در دانشگاه سوربن در رشته فلسفه تحصیل کرد. او در سال ۱۹۶۹ به بیروت بازگشت و در آنجا کار خود را به عنوان نقاش آغاز کرد. او کار با خاک رس را در موسسه هنر کالیفرنیا آغاز کرد، سپس در گراس با هنرمند سرامیک هانس اسپینر کار کرد.
او با اتل عدنان، شاعر و هنرمند لبنانی-آمریکایی، زندگی می‌کرد. این زوج در سال ۱۹۸۰ لبنان را به مقصد سائوسالیتو، کالیفرنیا ترک کردند. در آنجا فتال یک انتشارات با نام Post-Apollo Press تاسیس کرد. او در سال ۱۹۸۸ به هنرهای تجسمی بازگشت و مجسمه‌سازی، آبرنگ، نقاشی و کلاژ تولید کرد. او بعداً به پاریس نقل مکان کرد.

## افتخارات
در سال ۲۰۱۷، او نامزد جایزه AWARE برای زنان هنرمند شد.
در سال ۲۰۱۹، تصویری از کار او «کارها و روزها» در موزه هنر مدرن MoMA PS1 ارائه شد. آثار او همچنین در موزه ایو سن لوران در مراکش، موزه هنرهای معاصر روچوآرت و بنیاد هنر شارجه به نمایش گذاشته شده است.
در آوریل ۲۰۲۱، فتال در نمایشگاهی با سرهان آدا در موزه پرا در استانبول از آثار اتل عدنان همکاری کرد.